# Boreotrophon staphylinus
Boreotrophon staphylinus är en snäckart som först beskrevs av Dall 1919.  Boreotrophon staphylinus ingår i släktet Boreotrophon och familjen purpursnäckor. Inga underarter finns listade i Catalogue of Life.